# Francesco Lodron

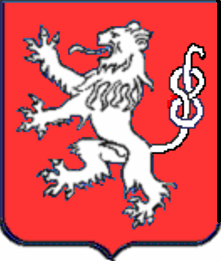
Stemma dei Lodron

Il conte Francesco Giuseppe Maria Lodron (Nogaredo, 1765 – 1805) è stato un diplomatico austriaco e esponente della nobiltà trentina col titolo di conte.

## Biografia
Il conte Francesco Giuseppe Maria Lodron nacque a Nogaredo nel 1765 dal conte Antonio Paride Giuseppe Lodron (1715-1766) ed Anna Maria Antonia Cles.
“In gioventù visse a Parigi ed a Milano scialando da gran signore, tanto che lo zio Massimiliano, arciprete di Villa Lagarina, lo voleva diseredare, ma fu protetto dal conte Innocenzo Festi”. Fu "Signore della Valvestino" e reggente della Contea di Lodrone. Il 17 maggio del 1785 a Trento riconfermò per la quinta volta gli statuti comunali di Magasa.
Nel 1787 fu nominato consigliere superiore della corte di Leopoldo II d'Asburgo-Lorena  ed il 4 luglio dello stesso anno sposò la contessa Guglielmina figlia del conte Guglielmo Thurheim. Nel 1805 abitò a Vienna in qualità di ambasciatore straordinario austriaco presso il governo svedese. Successivamente fu a Stoccolma, dove continuò imperterrito a dilapidare l'eredità di famiglia.
Alla sua morte fu venduto dai suoi eredi, ormai oberati di debiti, il Palazzo Lodron di Nogaredo.